# Adaptacja (biologia)
Adaptacja (łac. adaptatio – przystosowanie) – przystosowanie się organizmu poprzez zmianę struktury lub funkcji do życia w nowych dla niego, trwale zmienionych warunkach bytowych lub zewnętrznego stresu. Efektywność adaptacji określa dostosowanie.
Adaptacja jest istotną, dziedziczną lub niedziedziczną i podlegająca rozwojowi cechą wszystkich żywych organizmów. Adaptacja fenotypowa dotycząca zmian osobniczych nie jest dziedziczna. Adaptacja dziedziczna jest wynikiem doboru naturalnego lub sztucznego – poprzez eliminację cech niekorzystnych zwiększa szansę przetrwania organizmu i wydania większej liczby potomstwa. Zmiany adaptacyjne są dziedziczone poprzez przekaz zmodyfikowanego materiału genetycznego osobników, które mogły przetrwać w zmienionych warunkach środowiska. Organizmy przystosowują się do środowiska, w którym żyją. Organizmy zamieszkujące podobne siedliska często zyskują zbliżone przystosowania. Zjawisko takie zwane jest konwergencją dla gatunków o odległym pokrewieństwie lub ewolucją równoległą dla gatunków bliżej spokrewnionych.
Nie każda cecha fenotypowa jest adaptacją do środowiska. Adaptacjami nie są zachowania, które wynikają z konieczności fizycznej i ograniczeń fizjologicznych w funkcjonowaniu organizmów, a także efekty działania dryfu genetycznego. Do czasu opublikowania przez Stephena J. Goulda i Richardaa Lewontina artykułu The Spandrels of San Marco and the Panglossian Paradigm: A Critique of the Adaptationist Programme pod koniec lat 70. XX wieku, zakładano, że każda cecha morfologiczna jest funkcjonalna. Gould i Lewontin wskazywali, że cechy mogą być skutkiem neutralnej zmiany lub efektem ubocznym zmiany innych cech. Według George’a Williamsa, aby móc określić daną cechę jako adaptacyjną, pod uwagę wziąć należy kwestie niezawodności (powszechne jej występowanie w populacji w danym typie środowiska), skuteczności (lepsze rozwiązywanie dzięki tej cesze problemów adaptacyjnych pojawiających się w środowisku organizmu) i ekonomii (małe obciążanie organizmu kosztami wytworzenia i utrzymywania tej cechy). Występowanie tych trzech kryteriów oznacza, że dana cecha nie powstała przypadkowo, a była wymuszona poprzez dobór naturalny. Douglas Futuyma zakłada, że o danej cesze można mówić jako o adaptacyjnej, gdy występuje złożoność jej struktury, funkcjonalność w rozwiązywaniu problemów, możliwość eksperymentalnego określenia jej wpływu na przeżywalność oraz ewoluowanie danej cechy u osobników znajdujących się na różnych gałęziach drzewa filogenetycznego, które podlegają takim samym oddziaływaniom presji selekcyjnej (np. korelacja między występowaniem cechy u niespokrewnionych gatunków i typem środowiska). 
Procesy adaptacyjne dzielone są na trzy grupy:
- indywidualne (działające w ciągu życia osobnika);
- populacyjne (tworzące się w procesie formowania się populacji);
- gatunkowe (uwarunkowane genetyczną pulą gatunkową);

## Typy zmian przystosowawczych

### Zmiany przystosowawcze organizmu
Tego rodzaje zmian oddziałują głównie na fenotyp. Nie są zachowywane genetycznie, nie mogą być dziedziczne. Wyróżniane są trzy typy:
- reakcja - zmiany krótkotrwałe, mobilizacyjne lub obronne, w odpowiedzi na krótkotrwałe bodźce np. zmiany emocjonalne, odczyny skórne, zmiany szybkości tętna;
- adiustacja - zmiany morfofunkcjonalne, odwracalna (po dłuższym czasie po ustaniu bodźców), w odpowiedzi na długotrwałe bodźce o średnim nasileniu np. zahartowanie, wytrenowanie, zmiana kondycji, zmiany adiustacyjne mogą prowadzić do zmian o charakterze adaptabilnym;
- adaptabilność - nieodwracalne zmiany morfofunkcjonalne, w odpowiedzi na długotrwałe bodźce o silnym nasileniu, przejawia się w realizacji jednego z możliwych torów rozwoju;

Niezależnymi od powyższej listy kryteriami podziału zmian są:
- adaptacja genetyczna - zmiany przystosowawcze utrwalające się w genotypie;
- adaptacja fizjologiczna - zmiany przystosowawcze procesów wewnątrzustrojowych;
- adaptacja biochemiczna - zmiany biochemiczne spowodowane obciążeniami organizmu;
- adaptacja morfologiczna - zmiany w budowie ciała, które wynikają z relacji genotypu i środowiska realizujące się w procesie adaptacji fizjologicznej i biochemicznej;
- adaptacja behawioralna - dotyczy zmian zachowania, które umożliwiają zachowanie równowagi ze środowiskiem;
- adaptacja metaboliczna - dotyczy szybko zachodzących zmian funkcji wewnątrzustrojowych do zapotrzebowania związanego z danymi czynnikami;
- adaptacja epigenetyczna - dotyczy dłużej utrzymujących się zmian fenotypowych, które zapisują się w genotypie.

Ze względu na charakter zmian wyróżnia się następujące:
- adaptacja mutacyjna - występuje w przebiegu ewolucji gatunku, populacji prowadząca do powstawania np. nowych ras;
- adaptacja modyfikacyjna - adiustacja lub adaptabilność;
- adaptacja modulacyjna - bezpośrednie przystosowanie się organizmu do szybko zmieniających się warunków;

W ujęciu Karla Poppera adaptacje są formą wiedzy o środowisku, jaką dysponuje organizm. Można je podzielić na trzy kategorie:
- adaptacje będące elementami struktur organizmów (elementy anatomiczne i fizjologiczne);
- adaptacje będące zachowaniami ukierunkowanymi na osiąganie celów i dyspozycje do zachowań;
- adaptacje będące treściami myślenia zawartymi w zewnętrznych wobec organizmu nośnikach informacji.

### Zmiany przystosowawcze populacji zwierzęcych
O kierunku rozwoju populacji decyduje adaptacja genetyczna lub kulturowa (u człowieka). Ogólna charakterystyka tych zmian jest następująca:
| Nazwa                | Bodziec                                                                     | Odpowiedź osobnika populacji                       | Przykłady                                               |
| -------------------- | --------------------------------------------------------------------------- | -------------------------------------------------- | ------------------------------------------------------- |
| Adaptacja genetyczna | Rzadkie bodźce stanowiące o przeżyciu (zachowaniu lub zmianie puli genowej) | Dobór naturalny, utrata cech osobników bezpłodnych | Zgon lub niepłodność; przeżywalność                     |
| Adaptacja kulturowa  | Gospodarcze, polityczne, społeczne                                          | Zmiana w transmisji kulturowej                     | Zmiany systemu gospodarczego, politycznego, społecznego |

Porównanie mechanizmów adaptacji człowieka i innych zwierząt:
| Zwierzęta (poza ludźmi)                                                        | Ludzie |
| ------------------------------------------------------------------------------ | --- |
| Wysoka genetyczna niezawodność w stosunku do ostrych ekstremalnych oddziaływań | Bardzo wysoka genetyczna niezawodność w stosunku do ostrych ekstremalnych oddziaływań w porównaniu do chronicznych |
| Przewaga stanów ostrych                                                        | Przewaga stanów chronicznych                                                                                       |
| Mechanizmy przystosowania głównie biologiczno-fizjologiczne                    | Mechanizmy przystosowania głównie społeczno-kulturowe                                                              |
| Działanie doboru naturalnego stabilizujące                                     | Działanie doboru naturalnego potencjalnie destabilizujące                                                          |
| Silna zależność od rytmów biologicznych                                        | Duża niezależność od rytmów biologicznych                                                                          |
| Silna zależność procesów ontogenetycznych od środowiska biogeograficznego      | Silna zależność procesów ontogenetycznych od środowiska społecznego                                                |
| Rozwój biologicznych mechanizmów adaptacji                                     | Rozwój społeczno-higienicznych procesów adaptacji, osłabienie mechanizmów biologicznych                            |

## Adaptacja u człowieka
U człowieka strategie przystosowawcze zmieniły się wraz ze schyłkiem paleolitu. Zaczęły się ujawniać czynniki społeczno-kulturowe. Od momentu rozwoju rolnictwa i pojawienia się pierwszych miast dalsze dostosowanie zależne było od uwarunkowań kulturowych. Liczba pokoleń (od 150 do 200) od powstania pierwszych miast jest zbyt mała, aby mogło dojść do adaptacji genetycznej do tego nowego środowiska. Występuje natomiast adaptacja biologiczna do urbicenoz w przypadku innych gatunków, u których cykl reprodukcyjny jest znacznie krótszy. U niektórych gatunków adaptacje następują nawet w ciągu kilkudziesięciu pokoleń .
Porównanie czynników adaptacyjnych populacji paleolitycznych i postpaleolitycznych: 
| Czynniki                                  | Strategie populacji paleolitycznych                                   | Strategie populacji postpaleolitycznych                                                                                              |
| ----------------------------------------- | --------------------------------------------------------------------- | --- |
| Klimat                                    | Stały                                                                 | Zmienny, niepewny |
| Wymieralność                              | Ukierunkowana, mało zmienna                                           | Bezkierunkowa, może być wysoka niezależnie od płci i wieku                                                                           |
| Wielkość populacji                        | Dość stała w czasie, bliska pojemności bezpiecznej                    | Dość zmienna w czasie, poniżej lub powyżej pojemności bezpiecznej                                                                    |
| Zmienność wewnątrz populacji              | Mała                                                                  | Średnia do dużej |
| Zmienność międzygrupowa                   | Duża                                                                  | Średnia do dużej |
| Sposobność do selekcji                    | Zróżnicowana wymieralność                                             | Zróżnicowana płodność |
| Wrażliwość środowiskowa (ekosensytywność) | Niska                                                                 | Wysoka |
| Czynniki żywieniowe                       | Wysoka zawartość białek                                               | Niska zawartość białek, okresowe niedobory, zatrucia                                                                                 |
| Zachowania ekonomiczne                    | Wysoka skuteczność                                                    | Wysoka produktywność |
| Mikroewolucja                             | Silna, prowadząca do rasogenezy, powstawania zróżnicowanych populacji | Słaba, głównie ze względu na zróżnicowaną płodność, kojarzenie wybiórcze, silne trendy mikroewolucyjne spowodowane spadkiem selekcji |